# Пародонтология
Пародонтология - раздел и дисциплина от стоматологията и денталната медицина, изучаващ морфологията, функцията, лечението и профилактиката заболяванията на околозъбните тъкани, обединени под общ термин пародонт. Към пародонта се отнасят органите и тъканите, участващи във функцията на зъба - венците, костната тъкан, алвеолата, периодонциума. Пародонтологията е и една от признатите от Министерството на здравеопазването на България клинични специализации в сферата на денталната медицина под наименованието Пародонтология и заболявания на оралната лигавица (ЗОЛ).
Най-често срещаните патологии в пародонтологията са пародонтита и гингивита, но съществуват още редица други заболявания в междинни области с алергологията, оралната патология, инфекционните и венерически болести и др., с които се занимава и пародонтологията. Методите за лечение се делят на няколко групи - медикаментозен, хирургичен, пропедевтичен (шиниране на зъбите с цел стабилизирането им), алтернативен (изваждане и по-късна имплантация).